# Augustín Fischer-Colbrie

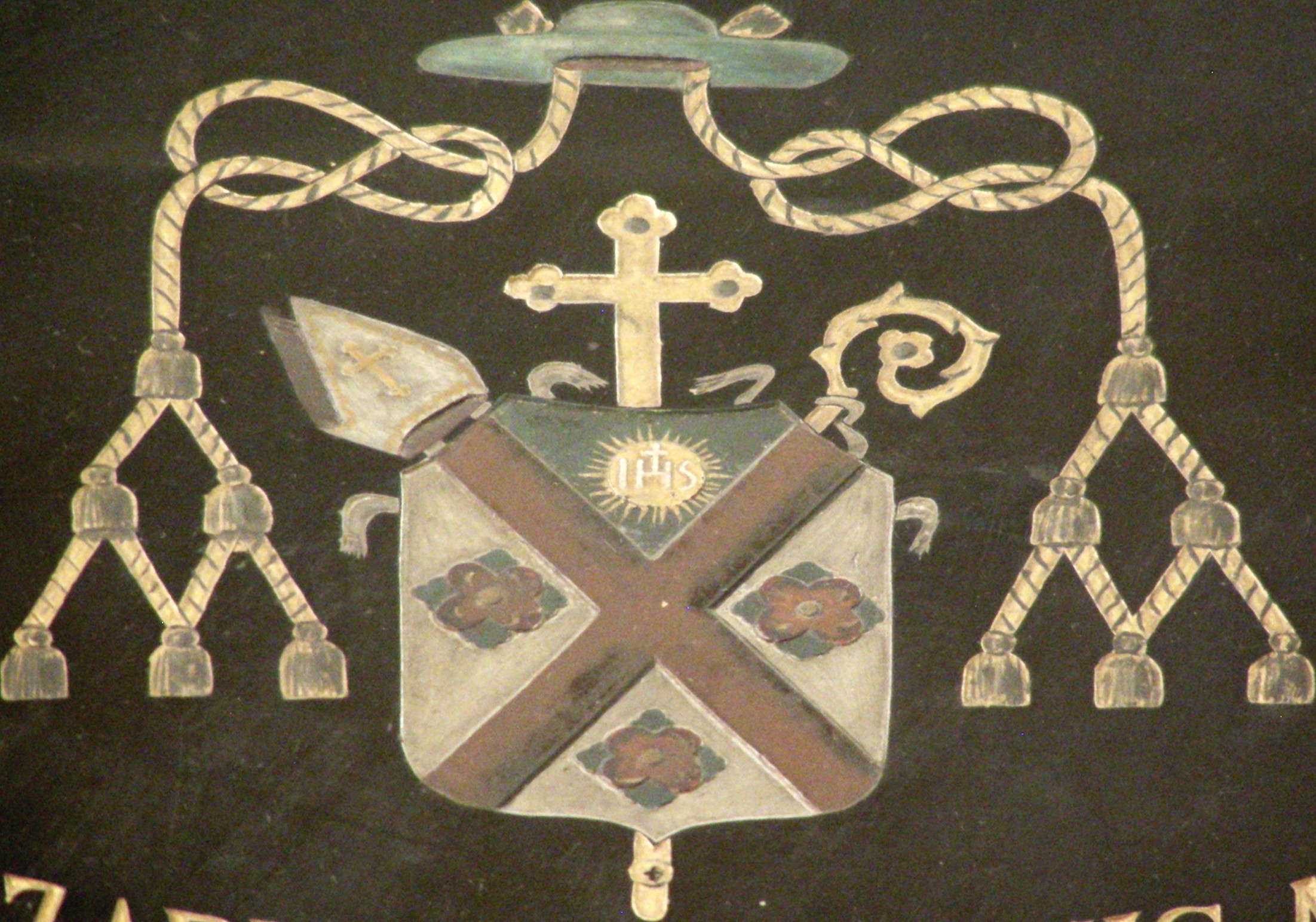
Znak Augustína Fischera-Colbrieho

Augustín Fischer-Colbrie (16. října 1863, Želiezovce – 17. května 1925, Košice) byl v letech 1906 (či 1907) až 1925 biskup košický. Na kněze byl vysvěcen 20. března 1886. V letech 1899 až 1901 byl profesorem dogmatiky na Vídeňské univerzitě. V letech 1904 až 1906 byl titulárním biskupem dometiopolským.